# Teresina De Pierro
Teresina De Pierro (San Martino d'Agri, 18 aprile 1859 – San Isidro, 24 agosto 1943) è stata una poetessa italiana.

## Biografia
Nata da Guglielmo e da Agnese Petroncelli, iniziò a scrivere in età adolescenziale e a 14 anni, nel 1873, pubblicò la sua prima raccolta intitolata Poesie. La silloge è presentata dalla stessa autrice con un messaggio diretto "Al mio lettore" in cui espone la sua professione di fede in Dio e nella sua terra natale, l’Italia, per la quale auspica "un miglior destino e figli non degeneri", e riscosse positivi consensi di critica; fu lodata da Aleardo Aleardi al quale era dedicato il libro. 
Nel 1874 la casa editrice Barbera di Firenze pubblicò una seconda raccolta intitolata Affetti e Memorie che le consentì di entrare in contatto con Giosuè Carducci. Scrisse anche in prosa alcuni racconti pubblicati da periodici, tra cui La viola del pensiero.
Nel 1875 tre sue poesie apparvero nell'antologia Cespo di rose per la scuola e la famiglia di Ignazio Cantù e rese nel dialetto di San Martino la novella IX della Prima giornata del Decameron nel volume I parlari italiani in Certaldo, un omaggio di Giovanni Papanti per il cinquecentenario della morte di Boccaccio. 
Collaborò con alcune testate presenti sul territorio, come Il Risorgimento Lucano e La Nuova Lucania, e con le riviste L'Aurora di Adele Woena, Il Maestro italiano di Ildebrando Bencivenni e La Margherita: strenna araldica per il gentil sesso di Prospero Arlotti e Goffredo di Crollalanza. Scrisse la canzone patriottica A Giannina.
Ne parla anche Giulio Natali, in Di Laura Battista e d'altre poetesse lucane. Maria Virginia Fabroni le dedicò una poesia.
Fu socia dell'Accademia Pitagorica di Napoli.
All'età di ventidue anni, sposò Luigi Manzone e con lui si trasferì in Argentina dove l'uomo scomparve poco tempo dopo.
Teresa De Pierro morì in Argentina all'età di 85 anni.

## Opere
- Poesie, Napoli, stab. tipografico del commend. G. Nobile, 1873.
- Affetti e Memorie, Firenze, Barbera, 1874.